# Dictya disjuncta
Dictya disjuncta är en tvåvingeart som beskrevs av Orth 1991. Dictya disjuncta ingår i släktet Dictya och familjen kärrflugor.
Artens utbredningsområde är Mississippi. Inga underarter finns listade i Catalogue of Life.